# Университетский шут
«Университетский шут» (исп. El Bobo del colegio) — комедия испанского драматурга Лопе де Веги, написанная, по разным версиям, между 1604 и 1610 годами или примерно в 1607 году. Была опубликована в 1620—1621 годах в составе «XIV части комедий Лопе де Вега», изданной в Мадриде. В 1618 году автор включил «Университетского шута» в перечень своих пьес, дополнивший второе издание романа «Странник в своём отечестве».
Известно, что на сцене эту комедию представила труппа Томаса Фернандеса де Кабреро, известного в ту эпоху антрепренёра.